# Грибоедовский ЗАГС
Грибое́довский ЗАГС (Дворец бракосочетания № 1) — первый Московский Дворец бракосочетания, открытый в 1961 году, один из самых популярных в столице. Располагается в историческом здании, бывшем особняке купца А. В. Рериха, построенном по проекту архитектора Сергея Воскресенского.

## История

### Особняк Рериха
Особняк, в котором располагается современный Грибоедовский ЗАГС, был построен в 1909 году по заказу московского купца Августа Рериха. Ранее на этом участке стоял небольшой деревянный дом Николая Григорьевича Фролова, издателя журнала «Магазин землеведения и путешествий». Его другом был историк Тимофей Грановский, проживавший в доме Фролова в Малом Харитоньевском до своей кончины в 1855-м. Проект нового особняка для Рериха разработал архитектор Сергей Воскресенский.
После революции в 1920—1930 годы здание занимало представительство Чехословакии.

### Дворец бракосочетания № 1

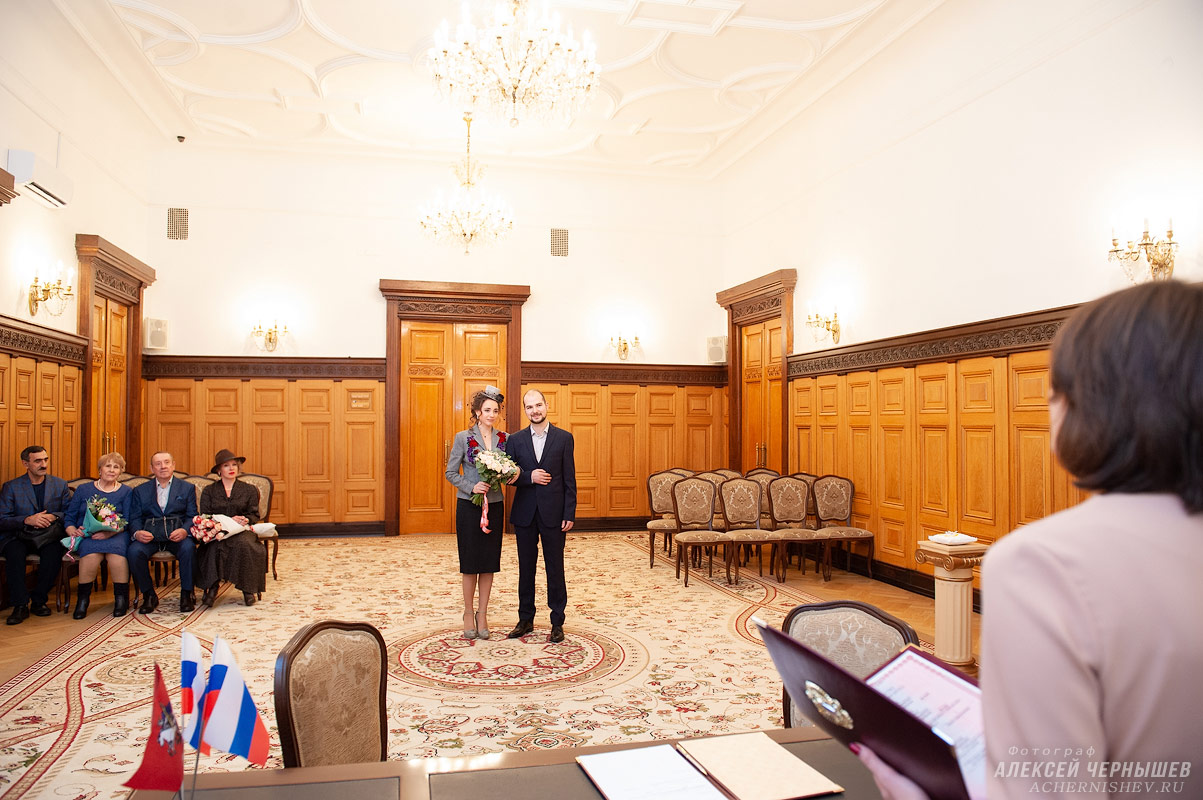
Интерьер особняка

В 1961 здание было передано Городскому отделу ЗАГС Исполкома Моссовета и в нём был открыт первый в Москве «Дворец бракосочетания», сразу получивший в народе прозвище «Грибоедовский ЗАГС» по месту расположения (М. Харитоньевский пер. в 1960-1993 годах назывался улицей Грибоедова). После возвращения улице Грибоедова исторического названия Дворец бракосочетания «в народе» переименован не был, и его по сей день неформально называют «Грибоедовским».
Торжественные церемонии бракосочетания проводятся во Дворце со вторника по субботу. В помещениях особняка сохранена атмосфера старинного дома. Парадная лестница инкрустирована натуральным деревом редких пород. В гостиных воссозданы элементы лепки, обрамляющей потолки. Стены главного зала отделаны натуральным деревом с резьбой.
С момента открытия ЗАГС в нём зарегистрировали вступление в брак многие выдающиеся деятели культуры и искусства, учёные и знаменитости.
В 2005 году в здании проведена реставрация, а в 2013 — ремонт. По состоянию на сентябрь 2018 года особняк Рериха признан выявленным объектом культурного наследия народов России и взят под государственную охрану. В 2019-м было проведено комплексное благоустройство переулка.

## Руководство учреждения
По состоянию на сентябрь 2018 года:
- Начальник: Бурмистрова Н. А.
- Заместитель начальника: Зверева М. В.

## Статьи и публикации
- ЗАГС на Бутырской улице обогнал Грибоедовский по популярности // РИА Новости : Российское информационное агентство. — 2008. — 17 января.